# Bak Sukon
Bak Sukon is een bestuurslaag in het regentschap Aceh Besar van de provincie Atjeh, Indonesië. Bak Sukon telt 606 inwoners (volkstelling 2010).